# Passavant-en-Argonne
Passavant-en-Argonne és un municipi francès, situat al departament del Marne i a la regió del Gran Est. L'any 2007 tenia 211 habitants.

## Demografia

### Població
El 2007 la població de fet de Passavant-en-Argonne era de 211 persones. Hi havia 88 famílies, de les quals 24 eren unipersonals (4 homes vivint sols i 20 dones vivint soles), 36 parelles sense fills i 28 parelles amb fills.
La població ha evolucionat segons el següent gràfic:
Habitants censats

### Habitatges
El 2007 hi havia 131 habitatges, 90 eren l'habitatge principal de la família, 28 eren segones residències i 13 estaven desocupats. Tots els 131 habitatges eren cases. Dels 90 habitatges principals, 84 estaven ocupats pels seus propietaris i 6 estaven llogats i ocupats pels llogaters; 1 tenia una cambra, 13 en tenien tres, 27 en tenien quatre i 49 en tenien cinc o més. 69 habitatges disposaven pel capbaix d'una plaça de pàrquing. A 32 habitatges hi havia un automòbil i a 44 n'hi havia dos o més.

### Piràmide de població
La piràmide de població per edats i sexe el 2009 era:
| Homes | Edats   | Dones |
| ----- | ------- | ----- |
| 0     | 95 o +  | 0     |
| 0     | 90 a 94 | 0     |
| 0     | 85 a 89 | 0     |
| 4     | 80 a 84 | 0     |
| 4     | 75 a 79 | 16    |
| 4     | 70 a 74 | 16    |
| 4     | 65 a 69 | 0     |
| 8     | 60 a 64 | 4     |
| 4     | 55 a 59 | 8     |
| 8     | 50 a 54 | 8     |
| 4     | 45 a 49 | 4     |
| 0     | 40 a 44 | 8     |
| 12    | 35 a 39 | 4     |
| 12    | 30 a 34 | 0     |
| 8     | 25 a 29 | 12    |
| 0     | 20 a 24 | 8     |
| 4     | 15 a 19 | 4     |
| 4     | 10 a 14 | 8     |
| 4     | 5 a 9   | 0     |
| 8     | 0 a 4   | 0     |

## Economia
El 2007 la població en edat de treballar era de 119 persones, 86 eren actives i 33 eren inactives. De les 86 persones actives 82 estaven ocupades (49 homes i 33 dones) i 4 estaven aturades (2 homes i 2 dones). De les 33 persones inactives 15 estaven jubilades, 4 estaven estudiant i 14 estaven classificades com a «altres inactius».

### Ingressos
El 2009 a Passavant-en-Argonne hi havia 86 unitats fiscals que integraven 205 persones, la mediana anual d'ingressos fiscals per persona era de 17.892 €.

### Activitats econòmiques
Dels 9 establiments que hi havia el 2007, 1 era d'una empresa alimentària, 1 d'una empresa de fabricació d'altres productes industrials, 3 d'empreses de construcció, 1 d'una empresa de comerç i reparació d'automòbils, 1 d'una empresa d'hostatgeria i restauració, 1 d'una empresa de serveis i 1 d'una empresa classificada com a «altres activitats de serveis».
Dels 6 establiments de servei als particulars que hi havia el 2009, 1 era un taller de reparació d'automòbils i de material agrícola, 1 paleta, 1 fusteria, 1 electricista, 1 restaurant i 1 agència immobiliària.
L'any 2000 a Passavant-en-Argonne hi havia 10 explotacions agrícoles que ocupaven un total de 581 hectàrees.

## Poblacions més properes
El següent diagrama mostra les poblacions més properes.